# Tajgahoppspindel
Tajgahoppspindel (Talavera esyunini) är en spindelart som beskrevs av Dmitri Viktorovich Logunov 1992. Tajgahoppspindel ingår i släktet Talavera och familjen hoppspindlar. Arten är reproducerande i Sverige. Inga underarter finns listade i Catalogue of Life.